# 陳奎德

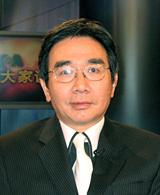
陈奎德

陳奎德（1946年9月12日—），原籍江蘇南京，中国异议人士。

## 生平
1985年獲上海復旦大學哲學博士學位，畢業後留復旦大學哲學系任教，1988年任華東化工學院（今華東理工大學）文化研究所所長，任上海《思想家》雜誌主編。1990年1月，應聘為美國普林斯頓大學訪問學者，《民主中國》雜誌主筆。現為普林斯頓中國學社執行主席，《縱覽中國》網刊發行人兼主編。著有《懷特海哲學演化概論》、《新自由論》、《懷特海》、《煮酒論思潮》、《海耶克》。